# Antonio Lombardo (Bildhauer)

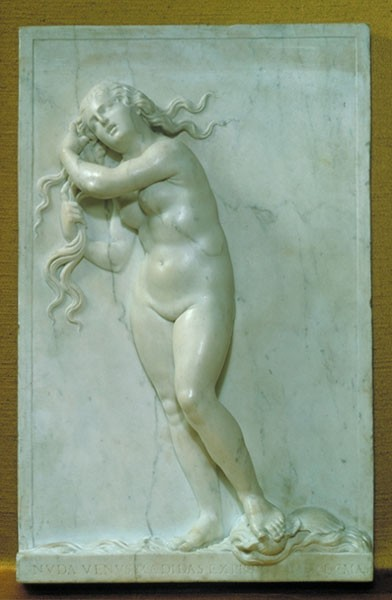
Antonio Lombardo: Venus Anadyomene (vor 1516), Victoria and Albert Museum, London.

Antonio Lombardo (* um 1458 in Venedig; † 1516 in Ferrara), aus Carona, war ein venezianischer Bildhauer.

## Leben
Antonio Lombardo war der Sohn des Baumeisters Pietro Lombardo. Der Steinmetz und Bildhauer Tullio Lombardo war sein Bruder. Er arbeitete hauptsächlich mit dem Vater und dem Bruder zusammen. Selten sind daher seine ganz selbstständigen Werke, wie der 1504 in Auftrag gegebene Altar der Zen-Kapelle in Basilica di San Marco in Venedig und das Relief mit dem Wunder des sprechenden Jesuskindes (1505) in der Basilika des Heiligen Antonius in Padua.
Für das Marmorzimmer (Camerino Di Marmi) des Palasts von Alfonso d’Este, Herzog von Ferrara, erzeugte er eine komplizierte Skulpturzusammensetzung.
Unter anderem schuf er Die Geburt der Minerva, der Göttin des Weisheit.